# Osvald Helmuth
Osvald Helmuth (14 de julio de 1894 - 18 de marzo de 1966) fue un cantante y actor teatral y cinematográfico de nacionalidad danesa.

## Biografía
Nacido en Copenhague, Dinamarca, su nombre completo era Osvald Helmuth Herbert Pedersen. Inició su carrera en Randers en 1913, actuando posteriormente en el Nørrebro Teater de Copenhague. En 1929 obtuvo su gran oportunidad al interpretar la canción de revista Ølhunden glammer, de Poul Henningsen.
En 1936 actuó en su primera película, Cirkusrevyen, una comedia musical en la cual demostraba su talento como cantante, y que fue dirigida por Lau Lauritzen Jr. y Alice O'Fredericks. Esta cinta fue el comienzo de una exitosa carrera en el cine en los años 1930 y 1940, actuando en comedias musicales como Der var engang en vicevært (1937) y En fuldendt gentleman (1937), pero también en thrillers como Blaavand melder storm (1938). Tras rodar la cinta familiar Familien Olsen en 1940, Helmuth finalizó su colaboración con Lauritzen Jr. y Fredericks, y en 1941 fue protagonista de la película de Emanuel Gregers En mand af betydning, en la cual colaboró con Inger Stender y Sigrid Horne-Rasmussen. Sin embargo, Helmuth volvió a trabajar con Fredericks en 1947 en la comedia Stjerneskud, codirigida por Jon Iversen.
En 1960 fue narrador del corto documental dirigido por Jørgen Roos En by ved navn København, nominado al Óscar al mejor documental corto.
Entre sus papeles más importantes figuran el de Jeppe en Jeppe på bjerget, obra representada en el Teatro Real de Copenhague en 1954, y el de Doolittle en My Fair Lady en 1960. El 21 de marzo de 1954 actuó en el circuito de Broadway, en Nueva York, con Victor Borge. Además, junto a Poul Reumert interpretó una selección de duetos de "Gluntarne".
Algunas de las canciones más conocidas interpretadas por Helmuth fueron Dit hjerte er i fare Andresen, Herlig en sommernat, 100 mand og en bajer y Bar' engang imellem.
Helmuth fue nombrado Caballero de la Orden de Dannebrog en 1953, y en 1963 Caballero de 1ª Clase.
Otros de sus papeles destacados fue el de un personaje autoritario en el film de 1961 Den hvide hingst.
La última actuación de Helmuth en el cine tuvo lugar poco antes de su muerte en la cinta de Henning Carlsen Sult, basada en la novela Hambre, de Knut Hamsun. La película fue nominada a la Palma de Oro, y ganó el Premio Bodil a la mejor cinta danesa de 1967.
Osvald Helmuth falleció el 18 de marzo de 1966 en Skovshoved, Dinamarca, a los 71 años de edad, tras una carrera artística de casi seis décadas de duración. Fue enterrado en el Cementerio Ordrup. Osvald Helmuth era el padre del actor Frits Helmuth.

## Filmografía (selección)
- 1912 : Operabranden
- 1915 : Det evige Had
- 1915 : I Storm og Stille
- 1916 : Hævnens Nat
- 1919 : Hendes Mands Forlovede
- 1920 : De Nygifte
- 1921 : Silkesstrumpan
- 1921 : Tyvepak
- 1921 : Ungkarleliv
- 1936 : Cirkusrevyen - Hen te' kommoden
- 1937 : Der var engang en vicevært
- 1937 : En fuldendt gentleman
- 1937 : Cocktail
- 1938 : Den mandlige husassistent
- 1938 : Blaavand melder storm
- 1940 : Familien Olsen
- 1941 : En mand af betydning
- 1943 : Ebberød Bank
- 1943 : Op med humøret
- 1947 : Stjerneskud
- 1949 : Berlingske Tidende
- 1951 : Som sendt fra himlen
- 1951 : Vores fjerde far
- 1956 : Den kloge mand
- 1959 : Pigen i søgelyset
- 1960 : En by ved navn København
- 1961 : Den hvide hingst
- 1961 : Harry og kammertjeneren
- 1965 : Jensen længe leve
- 1966 : Sult